# بوسانگ کبیناتشیپی
بوسانگ کبیناتشیپی (انگلیسی: Busang Kebinatshipi؛ زادهٔ ۱۳ فوریهٔ ۲۰۰۴) دونده سرعت اهل بوتسوانا است.
وی در مسابقات کشوری و بین‌المللی در مجموع برندهٔ ۱ مدال طلا، ۱ مدال نقره شده است.